# Вест Лонгвју (Вашингтон)
Вест Лонгвју (енгл. West Longview) град је у америчкој савезној држави Вашингтон.

## Демографија
По попису из 2000. године број становника је 2.882.
| Група             | 2000.         | 2010.    |
| Белци             | 2.545 (88,3%) | 0 (0,0%) |
| Афроамериканци    | 17 (0,6%)     | 0 (0,0%) |
| Азијати           | 72 (2,5%)     | 0 (0,0%) |
| Хиспаноамериканци | 120 (4,2%)    | 0 (0,0%) |
| Укупно            | 2.882         | 0        |